# Neolitsea vidalii
Neolitsea vidalii е вид растение от семейство Лаврови (Lauraceae). Видът е световно застрашен, със статут Уязвим.

## Разпространение
Разпространен е във Филипините.